# Levon Aghasyan
Levon Aghasyan (né le 19 janvier 1995) est un athlète arménien, spécialiste du triple saut.

## Biographie
Il termine 6e lors des Championnats du monde jeunesse 2011 mais échoue à ses trois sauts en finale des Championnats du monde juniors 2012, avant de dépasser les 16 m lors des Championnats d'Europe juniors 2013 pour remporter la médaille d'or. Il a remporté deux titres nationaux. Son record est de 16,33 m obtenu en 2012.

## Palmarès
| Date | Compétition                       | Lieu         | Résultat | Marque  |
| ---- | --------------------------------- | ------------ | -------- | ------- |
| 2011 | Championnats du monde cadets      | Lille        | 6e       | 15,24 m |
| 2013 | Championnats d'Europe juniors     | Rieti        | 1er      | 16,01 m |
| 2014 | Championnats des Balkans en salle | Istanbul     | 1er      | 16,16 m |
| 2014 | Championnats du monde juniors     | Eugene       | 5e       | 16,28 m |
| 2016 | Championnats des Balkans          | Pitesti      | 1er      | 16,49 m |
| 2017 | Championnats des Balkans en salle | Belgrade     | 1er      | 16,39 m |
| 2017 | Championnats d'Europe par équipes | Marsa        | 1er      | 15,91 m |
| 2018 | Championnats des Balkans en salle | Istanbul     | 1er      | 16,35 m |
| 2018 | Championnats des Balkans          | Stara Zagora | 4e       | 16,09 m |
| 2019 | Championnats des Balkans en salle | Istanbul     | 1er      | 16,71 m |
| 2019 | Universiade                       | Naples       | 10e      | 15,73 m |
| 2019 | Championnats d'Europe par équipes | Skopje       | 1er      | 16,46 m |
| 2020 | Championnats des Balkans en salle | Istanbul     | 2e       | 16,44 m |
| 2020 | Championnats des Balkans          | Cluj-Napoca  | 1er      | 16,53 m |
| 2021 | Championnats d'Europe en salle    | Toruń        | 5e       | 16,55 m |
| 2022 | Championnats des Balkans en salle | Istanbul     | 1er      | 16,26 m |
| 2023 | Jeux de la Francophonie           | Kinshasa     | 3e       | 16,40 m |

## Records
| Épreuve     | Épreuve   | Marque  | Lieu     | Date            |
| ----------- | --------- | ------- | -------- | --------------- |
| Triple saut | Plein air | 17,08 m | Artashat | 5 juillet 2019  |
| Triple saut | En salle  | 16,79 m | Istanbul | 20 février 2019 |